# Materialismo histórico
O materialismo histórico é uma teoria científica que contém uma abordagem metodológica ao estudo da sociedade, da economia e da história que foi pela primeira vez elaborada por Karl Marx (1818-1883) e Friedrich Engels (1820-1895). O materialismo histórico procura as causas de desenvolvimentos e mudanças na sociedade humana nos meios pelos quais os seres humanos produzem, coletivamente, as necessidades da vida. As classes sociais e a relação entre elas, além das estruturas políticas e formas de pensar de uma dada sociedade, seriam fundamentadas em sua atividade econômica.
O materialismo histórico, na qualidade de sistema explanatório, foi expandido e refinado por milhares de estudos acadêmicos desde a morte de Marx.

## Ideias Centrais
De acordo com a tese do materialismo histórico, defende-se que a evolução histórica, desde as sociedades mais remotas até as atuais, se dá pelos confrontos entre diferentes classes sociais decorrentes da "exploração do homem pelo homem". A teoria serve, também, como forma essencial para explicar as relações entre sujeitos. Assim, como exemplos apontados por Marx, temos, durante o feudalismo, os servos que teriam sido oprimidos pelos senhores, enquanto que, no capitalismo, seria a classe operária pela burguesia.
Esta teoria de evolucionismo histórico fundamentava o pensamento Marxista que conduziu à implementação dos regimes comunistas pela "Revolução", ou seja, a rebelião das classes operárias contra os capitalistas.
O materialismo histórico como propulsor\impulsionador da evolução histórica foi posto em causa quer pelos pensadores liberais, que levaram ao desenvolvimento das Democracias do Norte da Europa, Reino Unido e América do Norte, quer pelos pensadores corporativistas que levaram ao desenvolvimento dos regimes autoritários de Itália, Portugal e Espanha.
No capítulo III da obra "Do Socialismo Utópico ao Socialismo Científico", Friederich Engels afirma:

"A concepção materialista da história parte da tese de que a produção, e com ela a troca dos produtos, é a base de toda a ordem social; de que em todas as sociedades que desfilam pela história, a distribuição dos produtos, e juntamente com ela a divisão social dos homens em classes ou camadas, é determinada pelo que a sociedade produz e como produz ou pelo modo de trocar os seus produtos."

## Fundamentos
O materialismo histórico, pensamento desenvolvido por Karl Marx, fundamenta-se, inicialmente, na análise da realidade a partir da teoria da infraestrutura e superestrutura que circundam um determinado modo de produção. Isto significa dizer que a história sempre está ligada ao mundo dos homens enquanto produtores de suas condições concretas de vida e, portanto, tem sua base fincada nas raízes do mundo material, organizado por todos aqueles que compõem a sociedade. Os modos de produção são históricos e devem ser interpretados como uma maneira que os homens encontraram, em suas relações, para se desenvolver e dar continuidade à espécie. Segundo Marx: 
"Não é a consciência que determina a vida, mas a vida que determina a consciência"
O fato de Marx estar ligado a essa percepção material da vida e, por conseguinte, vinculado ao entendimento das relações humanas a partir dessa lógica da realidade que se faz presente no cotidiano das pessoas, nos dá a possibilidade para compreendermos que o pensamento marxista se estrutura, principalmente, por meio da inversão do pensamento Hegeliano. O propósito de uma história pautada no materialismo aparece como uma oposição ao idealismo. A realidade dos povos, segundo Marx, não pode ser explanada a partir de um parâmetro que entenda as ideias como um fator que figurem em primeiro plano, uma vez que estas somente encontram o seu valor enquanto fornecedoras dos alicerces que sustentam a imensa estrutura econômica, que nada mais é do que o próprio mundo material, o mundo real.
As ideias seriam, então, o reflexo da imagem construída pela classe social dominante. O poder que ela exerce sobre as pessoas está diretamente relacionado com a edificação ideológica que esta “elite” constrói dentro das mentes de seus dominados, fornecendo sua visão de mundo. É dessa forma que a ideologia permeia a consciência de todos, transformando-os em objetos de uso e de exploração. Assim sendo, Marx acreditava que a manutenção da estrutura econômica se dá mediante essa inversão da realidade, que se encontra no direito, na religião, e nas mais diversas formas de controle.
Segundo Marx, a sucessão de um modo de produção por outro ocorre devido à inadequação desse mesmo modo de produção e suas forças produtivas. Exemplo: no final da Idade Média, quando houve o desenvolvimento do comércio, as relações servis começaram a desempenhar um papel de entrave ao desenvolvimento das forças produtivas, provocando assim uma implosão dentro do sistema e originando outro novo: o capitalismo. Compreende-se, então, que o capitalismo nasceu a partir das contradições do sistema feudal, e que a burguesia (classe dirigente), ao criar a sua oposição, o operariado, engendrou também o seu futuro extermínio, cavando a sua própria cova.